# Giro Ciclistico d'Italia de 2019
A 42.ª edição da competição de ciclismo Giro Ciclistico d'Italia (também chamado extra oficialmente: Baby Giro ou Girobio) foi uma corrida de ciclismo em estrada por etapas que se celebrou entre 13 e o 23 de junho de 2019 na Itália, com início na cidade de Riccione e final no alto do Passo Fedaia nos Dolomitas sobre um percurso de 1172,9 quilómetros.
A corrida fez parte do UCI Europe Tour de 2019 dentro da categoria UCI 2.2U (categoria do profissionalismo sub-23 para corredores menores de 23 anos). O vencedor final foi o colombiano Andrés Camilo Ardila da seleção da Colômbia. Acompanharam-no no pódio seus compatriotas Einer Rubio e Juan Diego Alba.

## Equipas participantes
Tomaram parte na corrida 25 equipas de categoria sub-23: 1 de categoria UCI WorldTour de 2019 convidado pela organização; 1 de categoria Profissional Continental; 1 de categoria Continental; 4 seleções nacionais; e 8 equipa regionais sub-23. Formando assim um pelotão de 174 ciclistas dos que acabaram 127. As equipas participantes foram:
| Equipe WorldTeam- Groupama-FDJ Equipe profissional Continental- Hagens Berman Axeon Equipes Continentais (12)- Kometa - SEG Racing Academy - Astana City - Team Wiggins Le Col - Tirol KTM Cycling Team - Dimension Data for Qhubeka - Cycling Team Friuli - Team Colpack - Iseo Serrature-Rime-Carnovali - Biesse Carrera Gavardo - Petroli Firenze-Maserati-Hopplà - Sangemini-Trevigiani-MG.Kvis Equipes nacionais (4)- Colômbia - Grã-Bretanha - Rússia - Itália Equipes amadoras de ciclismo (3)- Lizarte - Holdsworth Zappi RT - Gallina-Colosio-Eurofeed Equipes regionais e clubes (5)- IAM Cycling - Lotto-Soudal U23 - Zalf Euromobil Désirée Fior - GSC Viris Vigevano Lomellina - General Store Bottoli Zardini |
| |

## Percorrido
O Giro Ciclistico d'Italia dispôs de dez etapas para um percurso total de 1172,9 quilómetros, divido num prólogo, duas etapas planas, duas etapas em media montanha e cinco etapas de montanha.
| Etapa   | Data      | Percurso                             | type                      | Distância (km) | Vencedor             | Líder geral          |
| ------- | --------- | ------------------------------------ | ------------------------- | -------------- | -------------------- | -------------------- |
| Prólogo | 13 jun.   | Riccione – Riccione                  | contrarrelógio individual | 3,3            | Ethan Hayter         | Ethan Hayter         |
| 1       | 14 jun.   | Riccione – Santa Sofia               | etapa plana               | 143,2          | Ethan Hayter         | Ethan Hayter         |
| 2       | 15 jun.   | Bagno di Romagna – Pescia            | etapa escarpada           | 173,6          | Matthew Walls        | Ethan Hayter         |
| 3       | 16 jun.   | Sesto Fiorentino – Gaiole in Chianti | etapa escarpada           | 145,5          | Fabio Mazzucco       | Fabio Mazzucco       |
| 4       | 17 jun.   | Buonconvento – Mount Amiata          | alta montanha             | 140,2          | Andrés Camilo Ardila | Andrés Camilo Ardila |
|         | 18 de jun | Dia de descanso                      | Dia de descanso           |                |                      |                      |
| 5       | 19 jun.   | Sorbolo Mezzani – Giogo del Maniva   | alta montanha             | 158,3          | Andrés Camilo Ardila | Andrés Camilo Ardila |
| 6       | 20 jun.   | Aprica – Aprica                      | alta montanha             | 94,3           | Juan Diego Alba      | Andrés Camilo Ardila |
| 7       | 21 jun.   | Dimaro – Levico Terme                | etapa plana               | 137,1          | Fred Wright          | Andrés Camilo Ardila |
| 8       | 22 jun.   | Rosà – Falcade                       | alta montanha             | 133,6          | Nicola Venchiarutti  | Andrés Camilo Ardila |
| 9       | 23 jun.   | Agordo – Passo Fedaia                | alta montanha             | 39,9           | Einer Rubio          | Andrés Camilo Ardila |

## Desenvolvimento da corrida

### Prólogo
| Riccione - Riccione | contrarrelógio individual | (3,3 km) |

| \| Classificação por etapas \| Classificação por etapas \| Classificação por etapas \| Classificação por etapas \| Classificação por etapas \| \| Ciclista \| Ciclista \| Equipe \| Tempo \| \| \| ------------------------ \| ------------------------ \| ------------------------ \| ------------------------ \| ------------------------ \| \| 1. \| Ethan Hayter \| Grã-Bretanha \| 3m55s \| \| \| 2. \| Kaden Groves \| SEG Racing Academy \| + 0s \| \| \| 3. \| Maikel Zijlaard \| Hagens Berman Axeon \| + 1s \| \| \| 4. \| Charlie Quaterman \| Zappi Racing Team \| + 2s \| \| \| 5. \| Nicolas Dalla Valle \| Tirol KTM Cycling Team \| + 2s \| \| |                     |                        |       |
| |                     |                        |       |
| Fonte: ProCyclingStats |                     |                        |       |
| Classificação por etapas |                     |                        |       |
| Ciclista | Ciclista            | Equipe                 | Tempo |
| 1. | Ethan Hayter        | Grã-Bretanha           | 3m55s |
| 2. | Kaden Groves        | SEG Racing Academy     | + 0s  |
| 3. | Maikel Zijlaard     | Hagens Berman Axeon    | + 1s  |
| 4. | Charlie Quaterman   | Zappi Racing Team      | + 2s  |
| 5. | Nicolas Dalla Valle | Tirol KTM Cycling Team | + 2s  |

| \| Classificação geral \| Classificação geral \| Classificação geral \| Classificação geral \| Classificação geral \| \| Ciclista \| Ciclista \| Equipe \| Tempo \| \| \| ------------------- \| ------------------- \| ---------------------- \| ------------------- \| ------------------- \| \| 1. \| Ethan Hayter \| Grã-Bretanha \| 3m55s \| \| \| 2. \| Kaden Groves \| SEG Racing Academy \| + 0s \| \| \| 3. \| Maikel Zijlaard \| Hagens Berman Axeon \| + 1s \| \| \| 4. \| Charlie Quaterman \| Zappi Racing Team \| + 2s \| \| \| 5. \| Nicolas Dalla Valle \| Tirol KTM Cycling Team \| + 2s \| \| |                     |                        |       |
| |                     |                        |       |
| Fonte: ProCyclingStats |                     |                        |       |
| Classificação geral |                     |                        |       |
| Ciclista | Ciclista            | Equipe                 | Tempo |
| 1. | Ethan Hayter        | Grã-Bretanha           | 3m55s |
| 2. | Kaden Groves        | SEG Racing Academy     | + 0s  |
| 3. | Maikel Zijlaard     | Hagens Berman Axeon    | + 1s  |
| 4. | Charlie Quaterman   | Zappi Racing Team      | + 2s  |
| 5. | Nicolas Dalla Valle | Tirol KTM Cycling Team | + 2s  |

### 1.ª etapa
| Riccione - Santa Sofia | etapa plana | (143,2 km) |

| \| Classificação por etapas \| Classificação por etapas \| Classificação por etapas \| Classificação por etapas \| Classificação por etapas \| \| Ciclista \| Ciclista \| Equipe \| Tempo \| \| \| ------------------------ \| ------------------------ \| --------------------------- \| ------------------------ \| ------------------------ \| \| 1. \| Ethan Hayter \| Grã-Bretanha \| 3h15m19s \| \| \| 2. \| Georg Zimmermann \| Tirol KTM Cycling Team \| + 0s \| \| \| 3. \| Alexys Brunel \| Groupama-FDJ \| + 5s \| \| \| 4. \| Gregorio Ferri \| Zalf Euromobil Désirée Fior \| + 14s \| \| \| 5. \| Nicolas Dalla Valle \| Tirol KTM Cycling Team \| + 14s \| \| |                     |                             |          |
| |                     |                             |          |
| Fonte: ProCyclingStats |                     |                             |          |
| Classificação por etapas |                     |                             |          |
| Ciclista | Ciclista            | Equipe                      | Tempo    |
| 1. | Ethan Hayter        | Grã-Bretanha                | 3h15m19s |
| 2. | Georg Zimmermann    | Tirol KTM Cycling Team      | + 0s     |
| 3. | Alexys Brunel       | Groupama-FDJ                | + 5s     |
| 4. | Gregorio Ferri      | Zalf Euromobil Désirée Fior | + 14s    |
| 5. | Nicolas Dalla Valle | Tirol KTM Cycling Team      | + 14s    |

| \| Classificação geral \| Classificação geral \| Classificação geral \| Classificação geral \| Classificação geral \| \| Ciclista \| Ciclista \| Equipe \| Tempo \| \| \| ------------------- \| ------------------- \| ---------------------- \| ------------------- \| ------------------- \| \| 1. \| Ethan Hayter \| Grã-Bretanha \| 3h19m04s \| \| \| 2. \| Alexys Brunel \| Groupama-FDJ \| + 14s \| \| \| 3. \| Georg Zimmermann \| Tirol KTM Cycling Team \| + 25s \| \| \| 4. \| Nicolas Dalla Valle \| Tirol KTM Cycling Team \| + 26s \| \| \| 5. \| Kaden Groves \| SEG Racing Academy \| + 27s \| \| |                     |                        |          |
| |                     |                        |          |
| Fonte: ProCyclingStats |                     |                        |          |
| Classificação geral |                     |                        |          |
| Ciclista | Ciclista            | Equipe                 | Tempo    |
| 1. | Ethan Hayter        | Grã-Bretanha           | 3h19m04s |
| 2. | Alexys Brunel       | Groupama-FDJ           | + 14s    |
| 3. | Georg Zimmermann    | Tirol KTM Cycling Team | + 25s    |
| 4. | Nicolas Dalla Valle | Tirol KTM Cycling Team | + 26s    |
| 5. | Kaden Groves        | SEG Racing Academy     | + 27s    |

### 2.ª etapa
| Bagno di Romagna - Pescia | etapa escarpada | (173,6 km) |

| \| Classificação por etapas \| Classificação por etapas \| Classificação por etapas \| Classificação por etapas \| Classificação por etapas \| \| Ciclista \| Ciclista \| Equipe \| Tempo \| \| \| ------------------------ \| ------------------------ \| --------------------------- \| ------------------------ \| ------------------------ \| \| 1. \| Matthew Walls \| Grã-Bretanha \| 4h33m59s \| \| \| 2. \| Gregorio Ferri \| Zalf Euromobil Désirée Fior \| + 0s \| \| \| 3. \| Kaden Groves \| SEG Racing Academy \| + 0s \| \| \| 4. \| Francesco Di Felice \| \| + 0s \| \| \| 5. \| Nicolas Dalla Valle \| Tirol KTM Cycling Team \| + 0s \| \| |                     |                             |          |
| |                     |                             |          |
| Fonte: ProCyclingStats |                     |                             |          |
| Classificação por etapas |                     |                             |          |
| Ciclista | Ciclista            | Equipe                      | Tempo    |
| 1. | Matthew Walls       | Grã-Bretanha                | 4h33m59s |
| 2. | Gregorio Ferri      | Zalf Euromobil Désirée Fior | + 0s     |
| 3. | Kaden Groves        | SEG Racing Academy          | + 0s     |
| 4. | Francesco Di Felice |                             | + 0s     |
| 5. | Nicolas Dalla Valle | Tirol KTM Cycling Team      | + 0s     |

| \| Classificação geral \| Classificação geral \| Classificação geral \| Classificação geral \| Classificação geral \| \| Ciclista \| Ciclista \| Equipe \| Tempo \| \| \| ------------------- \| ------------------- \| ---------------------- \| ------------------- \| ------------------- \| \| 1. \| Ethan Hayter \| Grã-Bretanha \| 7h53m03s \| \| \| 2. \| Alexys Brunel \| Groupama-FDJ \| + 14s \| \| \| 3. \| Matthew Walls \| Grã-Bretanha \| + 20s \| \| \| 4. \| Kaden Groves \| SEG Racing Academy \| + 23s \| \| \| 5. \| Georg Zimmermann \| Tirol KTM Cycling Team \| + 25s \| \| |                  |                        |          |
| |                  |                        |          |
| Fonte: ProCyclingStats |                  |                        |          |
| Classificação geral |                  |                        |          |
| Ciclista | Ciclista         | Equipe                 | Tempo    |
| 1. | Ethan Hayter     | Grã-Bretanha           | 7h53m03s |
| 2. | Alexys Brunel    | Groupama-FDJ           | + 14s    |
| 3. | Matthew Walls    | Grã-Bretanha           | + 20s    |
| 4. | Kaden Groves     | SEG Racing Academy     | + 23s    |
| 5. | Georg Zimmermann | Tirol KTM Cycling Team | + 25s    |

### 3.ª etapa
| Sesto Fiorentino - Gaiole in Chianti | etapa escarpada | (145,5 km) |

| \| Classificação por etapas \| Classificação por etapas \| Classificação por etapas \| Classificação por etapas \| Classificação por etapas \| \| Ciclista \| Ciclista \| Equipe \| Tempo \| \| \| ------------------------ \| ------------------------ \| ------------------------ \| ------------------------ \| ------------------------ \| \| 1. \| Fabio Mazzucco \| Unieuro Wilier \| 3h35m42s \| \| \| 2. \| Markus Wildauer \| Tirol KTM Cycling Team \| + 1m03s \| \| \| 3. \| Georg Zimmermann \| Tirol KTM Cycling Team \| + 1m03s \| \| \| 4. \| Fred Wright \| Grã-Bretanha \| + 1m11s \| \| \| 5. \| Simon Guglielmi \| Groupama-FDJ \| + 1m11s \| \| |                  |                        |          |
| |                  |                        |          |
| Fonte: ProCyclingStats |                  |                        |          |
| Classificação por etapas |                  |                        |          |
| Ciclista | Ciclista         | Equipe                 | Tempo    |
| 1. | Fabio Mazzucco   | Unieuro Wilier         | 3h35m42s |
| 2. | Markus Wildauer  | Tirol KTM Cycling Team | + 1m03s  |
| 3. | Georg Zimmermann | Tirol KTM Cycling Team | + 1m03s  |
| 4. | Fred Wright      | Grã-Bretanha           | + 1m11s  |
| 5. | Simon Guglielmi  | Groupama-FDJ           | + 1m11s  |

| \| Classificação geral \| Classificação geral \| Classificação geral \| Classificação geral \| Classificação geral \| \| Ciclista \| Ciclista \| Equipe \| Tempo \| \| \| ------------------- \| ------------------- \| ---------------------- \| ------------------- \| ------------------- \| \| 1. \| Fabio Mazzucco \| Unieuro Wilier \| 11h29m06s \| \| \| 2. \| Georg Zimmermann \| Tirol KTM Cycling Team \| + 1m00s \| \| \| 3. \| Alexys Brunel \| Groupama-FDJ \| + 1m04s \| \| \| 4. \| Markus Wildauer \| Tirol KTM Cycling Team \| + 1m09s \| \| \| 5. \| Nicolas Dalla Valle \| Tirol KTM Cycling Team \| + 1m16s \| \| |                     |                        |           |
| |                     |                        |           |
| Fonte: ProCyclingStats |                     |                        |           |
| Classificação geral |                     |                        |           |
| Ciclista | Ciclista            | Equipe                 | Tempo     |
| 1. | Fabio Mazzucco      | Unieuro Wilier         | 11h29m06s |
| 2. | Georg Zimmermann    | Tirol KTM Cycling Team | + 1m00s   |
| 3. | Alexys Brunel       | Groupama-FDJ           | + 1m04s   |
| 4. | Markus Wildauer     | Tirol KTM Cycling Team | + 1m09s   |
| 5. | Nicolas Dalla Valle | Tirol KTM Cycling Team | + 1m16s   |

### 4.ª etapa
| Buonconvento - Mount Amiata | alta montanha | (140,2 km) |

| \| Classificação por etapas \| Classificação por etapas \| Classificação por etapas \| Classificação por etapas \| Classificação por etapas \| \| Ciclista \| Ciclista \| Equipe \| Tempo \| \| \| ------------------------ \| ------------------------ \| ------------------------ \| ------------------------ \| ------------------------ \| \| 1. \| Andrés Camilo Ardila \| Colômbia U23 \| 4h05m42s \| \| \| 2. \| Viktor Verschaeve \| Lotto-Soudal U23 \| + 18s \| \| \| 3. \| Einer Rubio \| Aran Vejus \| + 24s \| \| \| 4. \| Alessandro Covi \| Colpack \| + 35s \| \| \| 5. \| Juan Diego Alba \| Colômbia U23 \| + 47s \| \| |                      |                  |          |
| |                      |                  |          |
| Fonte: ProCyclingStats |                      |                  |          |
| Classificação por etapas |                      |                  |          |
| Ciclista | Ciclista             | Equipe           | Tempo    |
| 1. | Andrés Camilo Ardila | Colômbia U23     | 4h05m42s |
| 2. | Viktor Verschaeve    | Lotto-Soudal U23 | + 18s    |
| 3. | Einer Rubio          | Aran Vejus       | + 24s    |
| 4. | Alessandro Covi      | Colpack          | + 35s    |
| 5. | Juan Diego Alba      | Colômbia U23     | + 47s    |

| \| Classificação geral \| Classificação geral \| Classificação geral \| Classificação geral \| Classificação geral \| \| Ciclista \| Ciclista \| Equipe \| Tempo \| \| \| ------------------- \| -------------------- \| ----------------------------- \| ------------------- \| ------------------- \| \| 1. \| Andrés Camilo Ardila \| Colômbia U23 \| 15h36m33s \| \| \| 2. \| Alessandro Covi \| Colpack \| + 18s \| \| \| 3. \| Filippo Conca \| Biesse Carrera \| + 1m05s \| \| \| 4. \| Alessandro Monaco \| Iseo Serrature-Rime-Carnovali \| + 1m18s \| \| \| 5. \| Simon Guglielmi \| Groupama-FDJ \| + 1m35s \| \| |                      |                               |           |
| |                      |                               |           |
| Fonte: ProCyclingStats |                      |                               |           |
| Classificação geral |                      |                               |           |
| Ciclista | Ciclista             | Equipe                        | Tempo     |
| 1. | Andrés Camilo Ardila | Colômbia U23                  | 15h36m33s |
| 2. | Alessandro Covi      | Colpack                       | + 18s     |
| 3. | Filippo Conca        | Biesse Carrera                | + 1m05s   |
| 4. | Alessandro Monaco    | Iseo Serrature-Rime-Carnovali | + 1m18s   |
| 5. | Simon Guglielmi      | Groupama-FDJ                  | + 1m35s   |

### 5.ª etapa
| Sorbolo Mezzani - Giogo del Maniva | alta montanha | (158,3 km) |

| \| Classificação por etapas \| Classificação por etapas \| Classificação por etapas \| Classificação por etapas \| Classificação por etapas \| \| Ciclista \| Ciclista \| Equipe \| Tempo \| \| \| ------------------------ \| ------------------------ \| ------------------------ \| ------------------------ \| ------------------------ \| \| 1. \| Andrés Camilo Ardila \| Colômbia U23 \| 3h56m51s \| \| \| 2. \| Jesús David Peña \| Colômbia U23 \| + 1m08s \| \| \| 3. \| Einer Rubio \| Aran Vejus \| + 1m12s \| \| \| 4. \| Juan Diego Alba \| Colômbia U23 \| + 1m22s \| \| \| 5. \| Alessandro Covi \| Colpack \| + 1m40s \| \| |                      |              |          |
| |                      |              |          |
| Fonte: ProCyclingStats |                      |              |          |
| Classificação por etapas |                      |              |          |
| Ciclista | Ciclista             | Equipe       | Tempo    |
| 1. | Andrés Camilo Ardila | Colômbia U23 | 3h56m51s |
| 2. | Jesús David Peña     | Colômbia U23 | + 1m08s  |
| 3. | Einer Rubio          | Aran Vejus   | + 1m12s  |
| 4. | Juan Diego Alba      | Colômbia U23 | + 1m22s  |
| 5. | Alessandro Covi      | Colpack      | + 1m40s  |

| \| Classificação geral \| Classificação geral \| Classificação geral \| Classificação geral \| Classificação geral \| \| Ciclista \| Ciclista \| Equipe \| Tempo \| \| \| ------------------- \| -------------------- \| ----------------------------- \| ------------------- \| ------------------- \| \| 1. \| Andrés Camilo Ardila \| Colômbia U23 \| 19h33m14s \| \| \| 2. \| Alessandro Covi \| Colpack \| + 2m08s \| \| \| 3. \| Alessandro Monaco \| Iseo Serrature-Rime-Carnovali \| + 3m18s \| \| \| 4. \| Filippo Conca \| Biesse Carrera \| + 3m45s \| \| \| 5. \| Simon Guglielmi \| Groupama-FDJ \| + 4m50s \| \| |                      |                               |           |
| |                      |                               |           |
| Fonte: ProCyclingStats |                      |                               |           |
| Classificação geral |                      |                               |           |
| Ciclista | Ciclista             | Equipe                        | Tempo     |
| 1. | Andrés Camilo Ardila | Colômbia U23                  | 19h33m14s |
| 2. | Alessandro Covi      | Colpack                       | + 2m08s   |
| 3. | Alessandro Monaco    | Iseo Serrature-Rime-Carnovali | + 3m18s   |
| 4. | Filippo Conca        | Biesse Carrera                | + 3m45s   |
| 5. | Simon Guglielmi      | Groupama-FDJ                  | + 4m50s   |

### 6.ª etapa
| Aprica - Aprica | alta montanha | (94,3 km) |

| \| Classificação por etapas \| Classificação por etapas \| Classificação por etapas \| Classificação por etapas \| Classificação por etapas \| \| Ciclista \| Ciclista \| Equipe \| Tempo \| \| \| ------------------------ \| ------------------------ \| ------------------------ \| ------------------------ \| ------------------------ \| \| 1. \| Juan Diego Alba \| Colômbia U23 \| 2h57m21s \| \| \| 2. \| Einer Rubio \| Aran Vejus \| + 33s \| \| \| 3. \| Kevin Colleoni \| Biesse Carrera Gavardo \| + 33s \| \| \| 4. \| Andrés Camilo Ardila \| Colômbia U23 \| + 39s \| \| \| 5. \| Filippo Conca \| Biesse Carrera \| + 1m56s \| \| |                      |                        |          |
| |                      |                        |          |
| Fonte: ProCyclingStats |                      |                        |          |
| Classificação por etapas |                      |                        |          |
| Ciclista | Ciclista             | Equipe                 | Tempo    |
| 1. | Juan Diego Alba      | Colômbia U23           | 2h57m21s |
| 2. | Einer Rubio          | Aran Vejus             | + 33s    |
| 3. | Kevin Colleoni       | Biesse Carrera Gavardo | + 33s    |
| 4. | Andrés Camilo Ardila | Colômbia U23           | + 39s    |
| 5. | Filippo Conca        | Biesse Carrera         | + 1m56s  |

| \| Classificação geral \| Classificação geral \| Classificação geral \| Classificação geral \| Classificação geral \| \| Ciclista \| Ciclista \| Equipe \| Tempo \| \| \| ------------------- \| -------------------- \| ------------------- \| ------------------- \| ------------------- \| \| 1. \| Andrés Camilo Ardila \| Colômbia U23 \| 22h31m14s \| \| \| 2. \| Alessandro Covi \| Colpack \| + 4m13s \| \| \| 3. \| Einer Rubio \| Aran Vejus \| + 4m41s \| \| \| 4. \| Juan Diego Alba \| Colômbia U23 \| + 4m52s \| \| \| 5. \| Filippo Conca \| Biesse Carrera \| + 5m02s \| \| |                      |                |           |
| |                      |                |           |
| Fonte: ProCyclingStats |                      |                |           |
| Classificação geral |                      |                |           |
| Ciclista | Ciclista             | Equipe         | Tempo     |
| 1. | Andrés Camilo Ardila | Colômbia U23   | 22h31m14s |
| 2. | Alessandro Covi      | Colpack        | + 4m13s   |
| 3. | Einer Rubio          | Aran Vejus     | + 4m41s   |
| 4. | Juan Diego Alba      | Colômbia U23   | + 4m52s   |
| 5. | Filippo Conca        | Biesse Carrera | + 5m02s   |

### 7.ª etapa
| Dimaro - Levico Terme | etapa plana | (137,1 km) |

| \| Classificação por etapas \| Classificação por etapas \| Classificação por etapas \| Classificação por etapas \| Classificação por etapas \| \| Ciclista \| Ciclista \| Equipe \| Tempo \| \| \| ------------------------ \| ------------------------ \| ------------------------ \| ------------------------ \| ------------------------ \| \| 1. \| Fred Wright \| Grã-Bretanha \| 2h51m36s \| \| \| 2. \| Ide Schelling \| SEG Racing Academy \| + 15s \| \| \| 3. \| Charlie Quaterman \| Holdsworth Zappi RT \| + 17s \| \| \| 4. \| Nicolas Dalla Valle \| Tirol KTM Cycling Team \| + 23s \| \| \| 5. \| Ethan Hayter \| VC Londres \| + 23s \| \| |                     |                        |          |
| |                     |                        |          |
| Fonte: ProCyclingStats |                     |                        |          |
| Classificação por etapas |                     |                        |          |
| Ciclista | Ciclista            | Equipe                 | Tempo    |
| 1. | Fred Wright         | Grã-Bretanha           | 2h51m36s |
| 2. | Ide Schelling       | SEG Racing Academy     | + 15s    |
| 3. | Charlie Quaterman   | Holdsworth Zappi RT    | + 17s    |
| 4. | Nicolas Dalla Valle | Tirol KTM Cycling Team | + 23s    |
| 5. | Ethan Hayter        | VC Londres             | + 23s    |

| \| Classificação geral \| Classificação geral \| Classificação geral \| Classificação geral \| Classificação geral \| \| Ciclista \| Ciclista \| Equipe \| Tempo \| \| \| ------------------- \| -------------------- \| ------------------- \| ------------------- \| ------------------- \| \| 1. \| Andrés Camilo Ardila \| Colômbia U23 \| 25h23m13s \| \| \| 2. \| Alessandro Covi \| Colpack \| + 4m13s \| \| \| 3. \| Einer Rubio \| Aran Vejus \| + 4m41s \| \| \| 4. \| Juan Diego Alba \| Colômbia U23 \| + 4m52s \| \| \| 5. \| Filippo Conca \| Biesse Carrera \| + 5m02s \| \| |                      |                |           |
| |                      |                |           |
| Fonte: ProCyclingStats |                      |                |           |
| Classificação geral |                      |                |           |
| Ciclista | Ciclista             | Equipe         | Tempo     |
| 1. | Andrés Camilo Ardila | Colômbia U23   | 25h23m13s |
| 2. | Alessandro Covi      | Colpack        | + 4m13s   |
| 3. | Einer Rubio          | Aran Vejus     | + 4m41s   |
| 4. | Juan Diego Alba      | Colômbia U23   | + 4m52s   |
| 5. | Filippo Conca        | Biesse Carrera | + 5m02s   |

### 8.ª etapa
| Rosà - Falcade | alta montanha | (133,6 km) |

| \| Classificação por etapas \| Classificação por etapas \| Classificação por etapas \| Classificação por etapas \| Classificação por etapas \| \| Ciclista \| Ciclista \| Equipe \| Tempo \| \| \| ------------------------ \| ------------------------ \| ----------------------------- \| ------------------------ \| ------------------------ \| \| 1. \| Nicola Venchiarutti \| Cycling Team Friuli \| 3h36m00s \| \| \| 2. \| Barnabás Peák \| SEG Racing Academy \| + 0s \| \| \| 3. \| Ricardo Tosin \| General Store Bottoli Zardini \| + 0s \| \| \| 4. \| Matteo Sobrero \| Dimension Data for Qhubeka \| + 0s \| \| \| 5. \| Christian Scaroni \| Groupama-FDJ \| + 0s \| \| |                     |                               |          |
| |                     |                               |          |
| Fonte: ProCyclingStats |                     |                               |          |
| Classificação por etapas |                     |                               |          |
| Ciclista | Ciclista            | Equipe                        | Tempo    |
| 1. | Nicola Venchiarutti | Cycling Team Friuli           | 3h36m00s |
| 2. | Barnabás Peák       | SEG Racing Academy            | + 0s     |
| 3. | Ricardo Tosin       | General Store Bottoli Zardini | + 0s     |
| 4. | Matteo Sobrero      | Dimension Data for Qhubeka    | + 0s     |
| 5. | Christian Scaroni   | Groupama-FDJ                  | + 0s     |

| \| Classificação geral \| Classificação geral \| Classificação geral \| Classificação geral \| Classificação geral \| \| Ciclista \| Ciclista \| Equipe \| Tempo \| \| \| ------------------- \| -------------------- \| ------------------- \| ------------------- \| ------------------- \| \| 1. \| Andrés Camilo Ardila \| Colômbia U23 \| 29h02m54s \| \| \| 2. \| Alessandro Covi \| Colpack \| + 4m13s \| \| \| 3. \| Einer Rubio \| Aran Vejus \| + 4m41s \| \| \| 4. \| Juan Diego Alba \| Colômbia U23 \| + 4m56s \| \| \| 5. \| Christian Scaroni \| Groupama-FDJ \| + 6m32s \| \| |                      |              |           |
| |                      |              |           |
| Fonte: ProCyclingStats |                      |              |           |
| Classificação geral |                      |              |           |
| Ciclista | Ciclista             | Equipe       | Tempo     |
| 1. | Andrés Camilo Ardila | Colômbia U23 | 29h02m54s |
| 2. | Alessandro Covi      | Colpack      | + 4m13s   |
| 3. | Einer Rubio          | Aran Vejus   | + 4m41s   |
| 4. | Juan Diego Alba      | Colômbia U23 | + 4m56s   |
| 5. | Christian Scaroni    | Groupama-FDJ | + 6m32s   |

### 9.ª etapa
| Agordo - Passo Fedaia | alta montanha | (39,9 km) |

| \| Classificação por etapas \| Classificação por etapas \| Classificação por etapas \| Classificação por etapas \| Classificação por etapas \| \| Ciclista \| Ciclista \| Equipe \| Tempo \| \| \| ------------------------ \| ------------------------ \| ------------------------ \| ------------------------ \| ------------------------ \| \| 1. \| Einer Rubio \| Aran Vejus \| 1h21m07s \| \| \| 2. \| Juan Diego Alba \| Colômbia U23 \| + 25s \| \| \| 3. \| Andrés Camilo Ardila \| Colômbia U23 \| + 25s \| \| \| 4. \| Jesús David Peña \| Colômbia U23 \| + 34s \| \| \| 5. \| Kevin Colleoni \| Biesse Carrera Gavardo \| + 48s \| \| |                      |                        |          |
| |                      |                        |          |
| Fonte: ProCyclingStats |                      |                        |          |
| Classificação por etapas |                      |                        |          |
| Ciclista | Ciclista             | Equipe                 | Tempo    |
| 1. | Einer Rubio          | Aran Vejus             | 1h21m07s |
| 2. | Juan Diego Alba      | Colômbia U23           | + 25s    |
| 3. | Andrés Camilo Ardila | Colômbia U23           | + 25s    |
| 4. | Jesús David Peña     | Colômbia U23           | + 34s    |
| 5. | Kevin Colleoni       | Biesse Carrera Gavardo | + 48s    |

## Classificações finais
- As classificações finalizaram da seguinte forma:[3]

### Classificação geral
| \| Classificação geral \| Classificação geral \| Classificação geral \| Classificação geral \| Classificação geral \| \| Ciclista \| Ciclista \| Equipe \| Tempo \| \| \| ------------------- \| -------------------- \| ----------------------------- \| ------------------- \| ------------------- \| \| 1. \| Andrés Camilo Ardila \| Colômbia U23 \| 30h24m22s \| \| \| 2. \| Einer Rubio \| Aran Vejus \| + 4m10s \| \| \| 3. \| Juan Diego Alba \| Colômbia U23 \| + 4m54s \| \| \| 4. \| Alessandro Covi \| Colpack \| + 6m05s \| \| \| 5. \| Filippo Conca \| Biesse Carrera \| + 8m54s \| \| \| 6. \| Sean Quinn \| Hagens Berman Axeon \| + 9m26s \| \| \| 7. \| Jesús David Peña \| Colômbia U23 \| + 11m10s \| \| \| 8. \| Simon Guglielmi \| Groupama-FDJ \| + 11m29s \| \| \| 9. \| Viktor Verschaeve \| Lotto-Soudal U23 \| + 12m24s \| \| \| 10. \| Filippo Zana \| Sangemini-Trevigiani-MG.K Vis \| + 14m33s \| \| |                      |                               |           |
| |                      |                               |           |
| Fonte: ProCyclingStats |                      |                               |           |
| Classificação geral |                      |                               |           |
| Ciclista | Ciclista             | Equipe                        | Tempo     |
| 1. | Andrés Camilo Ardila | Colômbia U23                  | 30h24m22s |
| 2. | Einer Rubio          | Aran Vejus                    | + 4m10s   |
| 3. | Juan Diego Alba      | Colômbia U23                  | + 4m54s   |
| 4. | Alessandro Covi      | Colpack                       | + 6m05s   |
| 5. | Filippo Conca        | Biesse Carrera                | + 8m54s   |
| 6. | Sean Quinn           | Hagens Berman Axeon           | + 9m26s   |
| 7. | Jesús David Peña     | Colômbia U23                  | + 11m10s  |
| 8. | Simon Guglielmi      | Groupama-FDJ                  | + 11m29s  |
| 9. | Viktor Verschaeve    | Lotto-Soudal U23              | + 12m24s  |
| 10. | Filippo Zana         | Sangemini-Trevigiani-MG.K Vis | + 14m33s  |

### Classificação da montanha
| Classificação da montanha | Classificação da montanha | Classificação da montanha | Classificação da montanha | Classificação da montanha |
| Ciclista                  | Ciclista                  | Equipe                    | Pontos                    |                           |
| ------------------------- | ------------------------- | ------------------------- | ------------------------- | ------------------------- |
| 1.                        | Einer Rubio               | Aran Vejus                | 75 pts                    |                           |
| 2.                        | Andrés Camilo Ardila      | Colômbia U23              | 71 pts                    |                           |
| 3.                        | Juan Diego Alba           | Colômbia U23              | 58 pts                    |                           |
| 4.                        | Jesús David Peña          | Colômbia U23              | 52 pts                    |                           |
| 5.                        | Kevin Colleoni            | Biesse Carrera Gavardo    | 51 pts                    |                           |
| 6.                        | Alessandro Covi           | Colpack                   | 33 pts                    |                           |
| 7.                        | Ricardo Tosin             | Biesse Carrera Gavardo    | 29 pts                    |                           |
| 8.                        | Thymen Arensman           | SEG Racing Academy        | 28 pts                    |                           |
| 9.                        | Christian Scaroni         | Biesse Carrera Gavardo    | 27 pts                    |                           |
| 10.                       | Tobias Bayer              | Tirol KTM Cycling Team    | 27 pts                    |                           |

### Classificação dos pontos
| Classificação por pontos | Classificação por pontos | Classificação por pontos    | Classificação por pontos | Classificação por pontos |
| Ciclista                 | Ciclista                 | Equipe                      | Pontos                   |                          |
| ------------------------ | ------------------------ | --------------------------- | ------------------------ | ------------------------ |
| 1.                       | Ethan Hayter             | VC Londres                  | 67 pts                   |                          |
| 2.                       | Nicolas Dalla Valle      | Tirol KTM Cycling Team      | 65 pts                   |                          |
| 3.                       | Andrés Camilo Ardila     | Colômbia U23                | 50 pts                   |                          |
| 4.                       | Einer Rubio              | Aran Vejus                  | 50 pts                   |                          |
| 5.                       | Gregorio Ferri           | Zalf Euromobil Désirée Fior | 49 pts                   |                          |
| 6.                       | Juan Diego Alba          | Colômbia U23                | 48 pts                   |                          |
| 7.                       | Fred Wright              | Grã-Bretanha                | 43 pts                   |                          |
| 8.                       | Georg Zimmermann         | Tirol KTM Cycling Team      | 42 pts                   |                          |
| 9.                       | Christian Scaroni        | Biesse Carrera Gavardo      | 41 pts                   |                          |
| 10.                      | Matthew Walls            | Grã-Bretanha                | 40 pts                   |                          |

### Classificação dos jovens
| Classificação dos jovens | Classificação dos jovens | Classificação dos jovens      | Classificação dos jovens | Classificação dos jovens |
| Ciclista                 | Ciclista                 | Equipe                        | Tempo                    |                          |
| ------------------------ | ------------------------ | ----------------------------- | ------------------------ | ------------------------ |
| 1.                       | Andrés Camilo Ardila     | Colômbia U23                  | 30h24m22s                |                          |
| 2.                       | Sean Quinn               | Hagens Berman Axeon           | + 9m26s                  |                          |
| 3.                       | Jesús David Peña         | Colômbia U23                  | + 11m10s                 |                          |
| 4.                       | Filippo Zana             | Sangemini-Trevigiani-MG.K Vis | + 14m33s                 |                          |
| 5.                       | Sergio García            | Lizarte                       | + 23m09s                 |                          |
| 6.                       | Henri Vandenabeele       | Lotto-Soudal U23              | + 24m15s                 |                          |
| 7.                       | Mason Hollyman           | Grã-Bretanha                  | + 28m13s                 |                          |
| 8.                       | Daniel Tulett            | Grã-Bretanha                  | + 39m26s                 |                          |
| 9.                       | Giovanni Aleotti         | Cycling Team Friuli           | + 46m05s                 |                          |
| 10.                      | Lorenzo Ginestra         | Zalf Euromobil Désirée Fior   | + 46m19s                 |                          |

### Classificação por equipas
| Classificação por equipes | Classificação por equipes | Classificação por equipes | Classificação por equipes |
| Equipe                    | Equipe                    | Tempo                     |                           |
| ------------------------- | ------------------------- | ------------------------- | ------------------------- |
| 1.                        | Colômbia                  | 91h29m48s                 |                           |
| 2.                        | Groupama-FDJ              | + 21m12s                  |                           |
| 3.                        | Lizarte                   | + 54m56s                  |                           |

## Evolução das classificações
| Etapa                 | Vencedor              | Classificação geral Maglia Rosa | Classificação da montanha Maglia Verde | Classificação dos pontos Maglia Rossa | Classificação dos sprint intermediários Maglia Blu | Classificação dos jovens (Sub-21) Maglia Bianca | Classificação por equipas |
| --------------------- | --------------------- | ------------------------------- | -------------------------------------- | ------------------------------------- | -------------------------------------------------- | ----------------------------------------------- | ------------------------- |
| Prólogo               | Ethan Hayter          | Ethan Hayter                    | Charlie Quarterman                     | Kaden Groves                          | Nicolas Dalla Vale                                 | Maikel Zijlaard                                 | SEG Racing Academy        |
| 1.ª                   | Ethan Hayter          | Ethan Hayter                    | Riccardo Bobbo                         | Ethan Hayter                          | Riccardo Bobbo                                     | Jake Stewart                                    | Tirol KTM                 |
| 2.ª                   | Matthew Walls         | Ethan Hayter                    | Veljko Stojnić                         | Ethan Hayter                          | Riccardo Bobbo                                     | Jake Stewart                                    | Tirol KTM                 |
| 3.ª                   | Fabio Mazzucco        | Fabio Mazzucco                  | Veljko Stojnić                         | Nicolas Dalla Vale                    | Riccardo Bobbo                                     | Fabio Mazzucco                                  | Tirol KTM                 |
| 4.ª                   | Andrés Camilo Ardila  | Andrés Camilo Ardila            | Federico Rosati                        | Nicolas Dalla Vale                    | Riccardo Bobbo                                     | Andrés Camilo Ardila                            | Groupama-FDJ Continental  |
| 5.ª                   | Andrés Camilo Ardila  | Andrés Camilo Ardila            | Andrés Camilo Ardila                   | Ethan Hayter                          | Riccardo Bobbo                                     | Andrés Camilo Ardila                            | Colômbia                  |
| 6.ª                   | Juan Diego Alba       | Andrés Camilo Ardila            | Andrés Camilo Ardila                   | Ethan Hayter                          | Riccardo Bobbo                                     | Andrés Camilo Ardila                            | Colômbia                  |
| 7.ª                   | Alfred Wright         | Andrés Camilo Ardila            | Andrés Camilo Ardila                   | Ethan Hayter                          | Viktor Verschaeve                                  | Andrés Camilo Ardila                            | Colômbia                  |
| 8.ª                   | Nicola Venchiarutti   | Andrés Camilo Ardila            | Andrés Camilo Ardila                   | Ethan Hayter                          | Viktor Verschaeve                                  | Andrés Camilo Ardila                            | Colômbia                  |
| 9.ª                   | Einer Rubio           | Andrés Camilo Ardila            | Einer Rubio                            | Ethan Hayter                          | Davide Casarotto                                   | Andrés Camilo Ardila                            | Colômbia                  |
| Classificações finais | Classificações finais | Andrés Camilo Ardila            | Einer Rubio                            | Ethan Hayter                          | Davide Casarotto                                   | Andrés Camilo Ardila                            | Colômbia                  |

## UCI Europe Tour (U23) Ranking
O Giro Ciclistico d'Italia outorgou pontos para o UCI World Ranking para corredores das equipas nas categorias UCI WorldTeam, Profissional Continental e Equipas Continentais. As seguintes tabelas são o barómetro de pontuação e os 10 corredores que obtiveram mais pontos:
| Posição             | 1.º | 2.º | 3.º | 4.º | 5.º | 6.º | 7.º | 8.º | 9.º | 10.º |
| Classificação geral | 30  | 25  | 20  | 15  | 10  | 5   | 3   | 1   | 1   | 1    |
| Por etapa           | 5   | 1   |     |     |     |     |     |     |     |      |
| Líder               | 1   |     |     |     |     |     |     |     |     |      |

| Classificação |                      |                        |       |       |       |       |
| Posição       | Ciclista             | Equipa                 | Geral | Etapa | Líder | Total |
| ------------- | -------------------- | ---------------------- | ----- | ----- | ----- | ----- |
| 1.º           | Andrés Camilo Ardila | Colômbia sub-23        | 30    | 10    | 6     | 46    |
| 2.º           | Einer Rubio          | Vejus-TMF-Cicli Magnum | 25    | 5     | -     | 30    |
| 3.º           | Juan Diego Alba      | Colômbia sub-23        | 20    | 5     | -     | 25    |
| 4.º           | Alessandro Covi      | Team Colpack           | 15    | -     | -     | 15    |
| 5.º           | Ethan Hayter         | Reino Unido            | -     | 10    | 3     | 13    |
| 6.º           | Filippo Conca        | Biesse Corrida Gavardo | 10    | -     | -     | 10    |
| 7.º           | Sean Quinn           | Hagens Berman-Axeon    | 5     | -     | -     | 5     |
| 8.º           | Jesús David Peña     | Colômbia sub-23        | 3     | -     | -     | 3     |
| 9.º           | Simon Guglielmi      | Groupama-FDJ           | 1     | -     | -     | 1     |
| 10.º          | Viktor Verschaeve    | Lotto-Soudal U23       | 1     | -     | -     | 1     |